# Добра (Лобезский повет)
Добра (Лобезский повет) (пол. Dobra (powiat łobeski)) — город в Польше, входит в Западно-Поморское воеводство, Лобезский повет. Занимает площадь 2,32 км². Население — 2370 человек (на 2013 год).

## История
В XVII веке город находился в подчинении Бранденбурга, затем Пруссии, с 1871 — Германской империи, с 1933 — нацистской Германии.
Наиболее важные исторические события:
- Статус города — за годом 1331
- 1331 — город первый раз назван в (булла папы)
- XIV в. — город становится собственностью рода фон Девизов (470 лет)
- 1461 — строительство части костёла
- 1534 — установлено лютеранство
- 1538 — построен оборонительный замок
- 1647 — эпидемия чумы
- 1895 — строительство железной дороги
- 1945.03.02 — 1-я танковая армия (СССР) город освободила[3]
- 1946 — изменили официально немецкое название города — Daber, на польское название— Dobra.

### Историческая демография
Добра, население в разные годы (на основе: Gustav Kratz: Die Städte der Provinz Pommern. Abriß ihrer Geschichte, zumeist nach Urkunden. Bath, Berlin 1865, S. 103  Архивная копия от 14 июля 2014 на Wayback Machine, Zbigniew Harbuz: Kalendarium Ziemi i powiatu łobeskiego, Łobez, Łobuź 2007  Архивная копия от 14 октября 2013 на Wayback Machine):
| Год  | Население |
| ---- | --------- |
| 1646 | ok. 600   |
| 1647 | 48 (чума) |
| 1740 | 670       |
| 1831 | 1 169     |
| 1900 | 2 268     |
| 1937 | 2 315     |

### Памятники
В Добра памятниками являются следующие постройки:
:
- руины замка обороны (XIII в.)
- костёл (XV в.)
- жилые здания (XVII, XVIII в.)
- железнодорожная станция (XIX в.)
- усадебный парк

## Города-побратимы
Добра является городом-побратимом следующих городов:
- Вессельбурен (2010)
- Мариенвердер (Барним) (2010)

## Фотогалерея

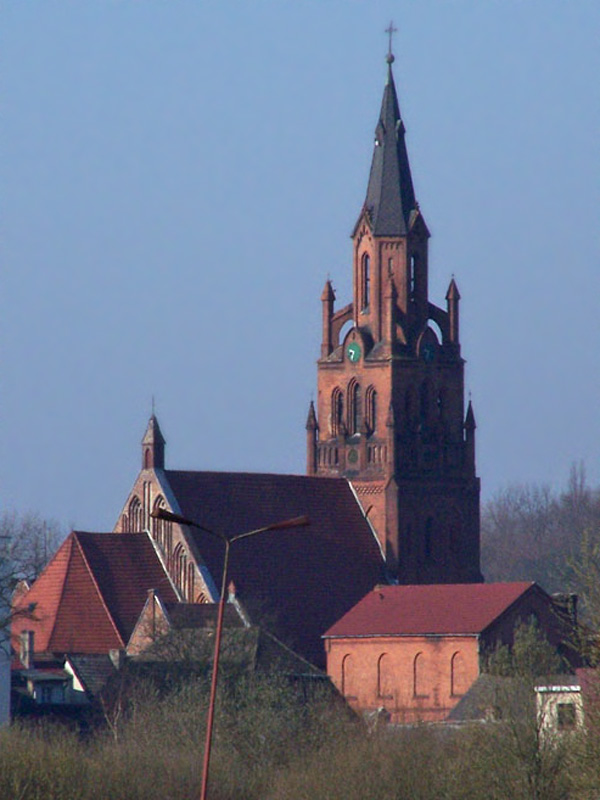
Костёл
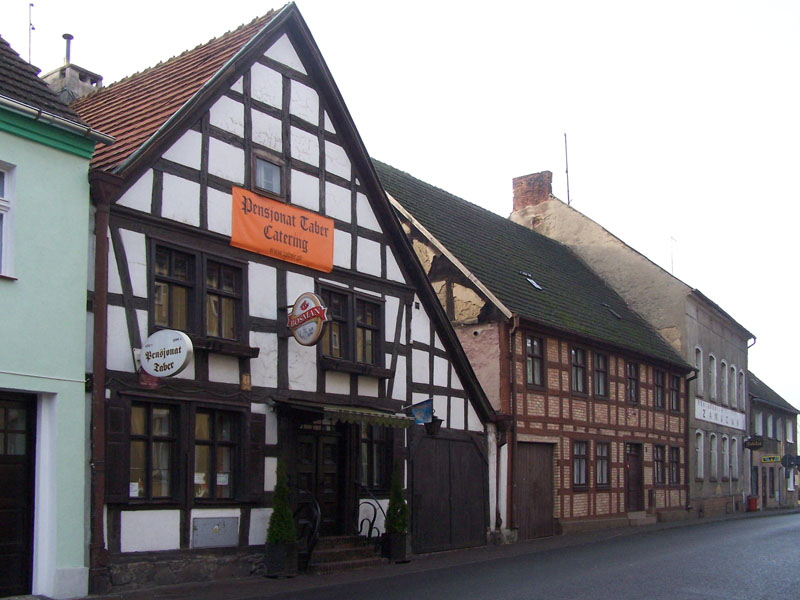
Добра — исторические дома
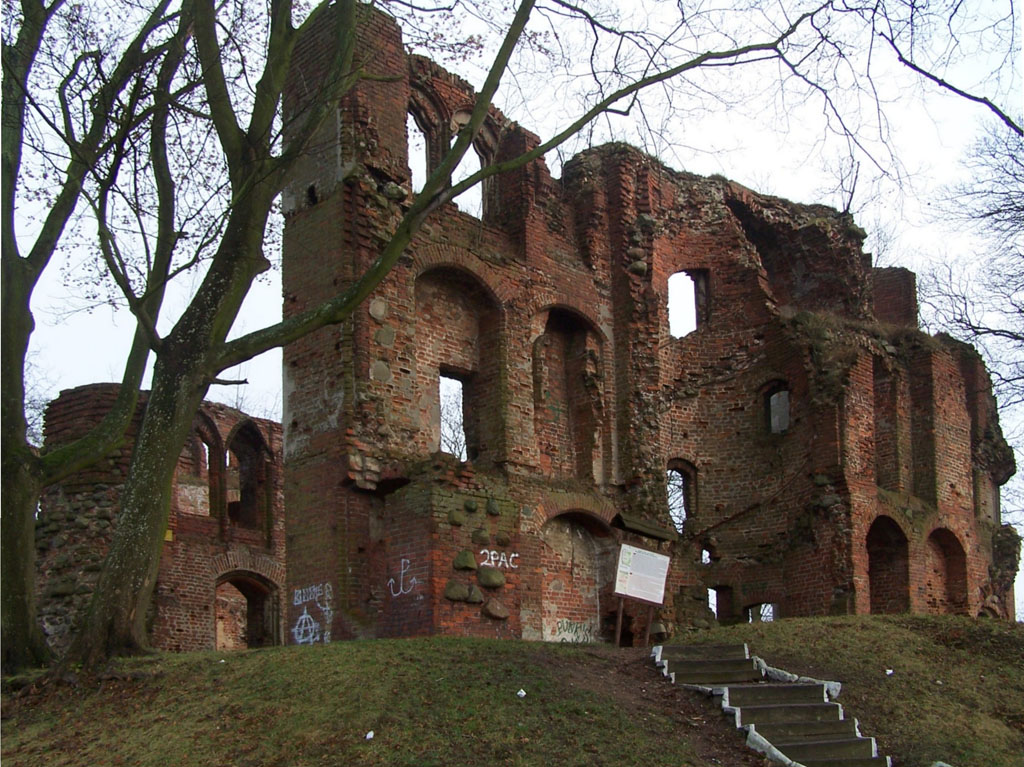
Развалины — замок
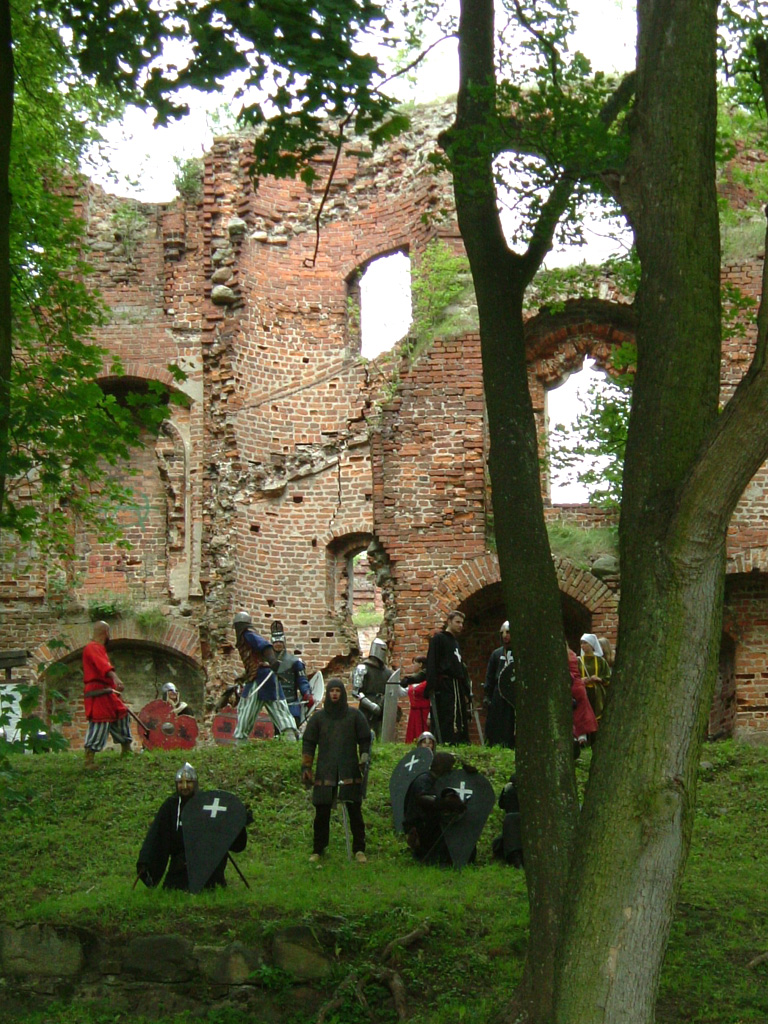
Рыцари возле развалин — замок — 2007 — ярмарка